# Gilles Katz
Pour les articles homonymes, voir Katz.
Gilles Katz est un réalisateur et acteur français né le 15 décembre 1937 à Paris et mort le 8 novembre 2022 à Montreuil.

## Biographie
Comédien de formation, Gilles Katz a commencé sa carrière au cinéma dans le secteur de la distribution.
Il réalise son premier long métrage, Lettres de Stalingrad, sorti en 1969, à partir de lettres écrites par des soldats allemands et destinées à leurs familles. Après un deuxième long métrage, en 1979, Gilles Katz travaille surtout pour la télévision.

## Filmographie

### Réalisateur
- 1969 : Lettres de Stalingrad
- 1973 : La bonne conscience (téléfilm)
- 1979 : Bobo la tête
- 1991 : L'Alerte rouge (téléfilm)

### Acteur
- 1963 : L'un d'entre vous de Lazare Iglesis (téléfilm)
- 1969 : Le Soleil des eaux de Jean-Paul Roux (téléfilm)
- 1969 : Lettres de Stalingrad
- 1978 : Guerres civiles en France (épisode La Semaine sanglante) de François Barat
- 1980 : L'Ami dans le miroir de Jean-Pierre Marchand
- 1983 : Liberty belle de Pascal Kané